# Jacob Carter
Jacob Carter je fiktivní postava ve sci-fi seriálu Stargate SG-1. Jacob Carter byl generálem letectva Spojených států a otcem Samanthy Carterové a Marka Cartera. Jeho roli ztvárnil herec Carmen Argenziano.
Selmak byl fiktivní mimozemský tvor ve sci-fi seriálu Stargate SG-1, patřící k rase Tok'rů, který sdílel s Jacobem Carterem jeho tělo.

## Život
Jacob Carter byl na Zemi generálem americké armády a také přítelem generála George Hammonda. Protože umíral na rakovinu, nabídli mu Samantha a generál Hammond spojení s Tok'rou Selmac. Jacob se tedy stal jejím hostitelem. Nadále pak plnil funkci prostředníka mezi lidmi z Tau'ri (ze Země) a Tok'ry.
Selmac a Jacob sehráli velkou roli při zničení Apophise, zúčastnili se honu na goa'ulda Setha, který se skrýval na Zemi a spolu se Samanthou vyvinuli zbraň, schopnou zabít Anubisovy Kull bojovníky. Pomohli také v boji proti replikátorům a významně přispěli k jejich likvidaci. Jacob a Selmac zemřeli spolu.
Zemřeli protože Selmac už byla stará a chvíli po spuštění antické zbraně upravenou tauri společně s ba’alem aby zničila replikátory Selmac zemřela. Jacob to nechtěl nikomu říct, poté co se mu přitížilo to prozradil. Avšak již se jej nepodařilo zachránit.